# Julio Cortázar
Julio Cortázar (ur. 26 sierpnia 1914 w Brukseli, zm. 12 lutego 1984 w Paryżu) – argentyński pisarz, tłumacz, filozof i intelektualista. Światowej sławy twórca prozy latynoamerykańskiej, znany jest przede wszystkim dzięki powieściom, m.in. Gra w klasy, 62. Model do składania, oraz opowiadaniom. Cortázar zdobył uznanie głównie dzięki oryginalnej technice swojego pisarstwa. Jego utwory to nowatorska, pełna humoru i fantastyki proza latynoamerykańska, ukazująca niezwykłe pokłady wyobraźni i pomysłowości pisarza.

## Życiorys
Rok, w którym Julio Cortázar przyszedł na świat, był początkiem I wojny światowej i kryzysu gospodarczego. Rodzice Julia znajdowali się wówczas w Brukseli, jako że ojcu Julia udało się dostać posadę w ambasadzie. Zaledwie dwa miesiące po narodzinach pisarza rozpoczęły się działania wojenne, w związku z tym, Cortazarowie zdecydowali się na powrót do Ameryki Południowej. Droga powrotna do Argentyny nie była łatwa; początkowo rodzina tułała się po Europie aż do roku 1918, kiedy to w Barcelonie znaleźli bezpieczny sposób na przedostanie się na rodzimy kontynent.
Po powrocie do kraju rodzina Cortazarów rozpadła się: ojciec Julia postanowił odejść i już na zawsze bliscy stracili z nim kontakt. Jego matka, Herminia, z dwójką małych dzieci udała się do Banfield, gdzie pisarz spędził większość dzieciństwa. Jego wrażliwość artystyczną kształtowały poematy Edgara Allana Poego i powieści Jules’a Verne’a, co istotnie wpłynęło na etapy jego późniejszej twórczości.
Julio Cortázar wcześnie podjął pracę zarobkową, aby pomóc matce w utrzymaniu rodziny. W roku 1932 zatrudnił się w szkole i pracował jako nauczyciel, jednak praca ta nie przynosiła mu żadnej satysfakcji. Oprócz swoich wewnętrznych rozterek, czuł niepokój związany z wydarzeniami dziejącymi się w ówczesnej Argentynie. Kryzys, nieudane eksperymenty gospodarcze i polityczne zawirowania, to typowe problemy jakie dotykały kraje Ameryki Łacińskiej w wieku XX. W roku 1935 Cortázar rozpoczął studia na Uniwersytecie w Buenos Aires na wydziale nauk humanistycznych. Dziewięć lat później wyjechał do stolicy prowincji Mendoza, gdzie znalazł zatrudnienie na Narodowym Uniwersytecie w Cuyo. Kiedy w 1946 r. Juan Domingo Perón wygrał wybory prezydenckie, Julio Cortázar postanowił zrezygnować ze stanowiska, ze względu na różnicę w poglądach politycznych i groźby ze strony władz uniwersyteckich. Powrócił do Buenos Aires, gdzie nawiązał współpracę z wydawnictwem i czasopismami, takimi jak „Realidad”, „Verbum” i „Sur”. W roku 1948 Julio Cortázar otrzymał tytuł tłumacza języka francuskiego i angielskiego. Od tej chwili zajmował się wyłącznie pisarstwem i tłumaczeniem na zlecenie od międzynarodowej organizacji rządowej ONZ. W tym okresie opublikował wiele opowiadań, które przyjęte zostały z wielkim entuzjazmem.
W roku 1951 Cortázar wyjechał do Paryża dzięki rządowemu stypendium naukowemu. We Francji zajął się porównywaniem relacji między literaturą francuską a angielską. W tym samym roku, spotkał Aurorę Bernárdez, tłumaczkę i pisarkę argentyńską, z którą ożenił się w roku 1953. Po piętnastu latach związku para postanowiła się rozwieść, zachowując przy tym przyjacielskie stosunki. W czasie pobytu we Francji pisarz opublikował wiele opowiadań i książek, które przyniosły mu rozgłos w Argentynie. W wieku lat pięćdziesięciu stał się jednym z najbardziej popularnych i respektowanych pisarzy XX wieku, tuż obok takich osobistości jak Gabriel García Márquez czy Mario Vargas Llosa.
W 1970 pisarz ożenił się drugi raz z Carol Dunlop, młodą pisarką i aktywistką amerykańską, z którą podróżował po całym świecie, m.in. do Meksyku, Nikaragui, Włoch, Kuby, Nowego Jorku, etc. W latach osiemdziesiątych ich życie uległo niespodziewanej zmianie. U Cortázara wykryto przewlekłą białaczkę. Jeszcze w roku 1983 ukazała się, napisana wspólnie z żoną, jego ostatnia powieść, Astronauci z kosmostrady, która była uwieńczeniem wspólnej podróży furgonetką z Paryża do Marsylii. W 1982 r. Carol zmarła na egzotyczną chorobę, która prawdopodobnie była wynikiem podróży do Nikaragui. Ostatnie lata życia Cortázar spędził spokojnie na wsi, w otoczeniu swoich najbliższych przyjaciół, m.in. Aurory Bernárdez, byłej żony. 12 lutego umarł na atak serca.

## Twórczość
Pierwszym, głośnym dziełem opublikowanym w wydawnictwie Sudamericana, był zbiór opowiadań zatytułowany Bestiario. Zbiór został wydany jeszcze przed wyjazdem pisarza do Francji i był początkiem kariery. W tomie znalazły się m.in. opowiadania: Zajęty dom, Aksolotl, Daleka. Julio Cortázar w swojej twórczości zawarł wszystkie gatunki literackie, jednak został zapamiętany głównie jako mistrz krótkiej formy. Większość jego utworów ma charakter fantastyczny, irracjonalny. Dalej opublikował dzieła takie jak Tajemna broń, Opowieści o kronopiach i famach i inne historie. Swój sukces zawdzięcza przede wszystkim utworom takim jak: 62. Model do składania, W osiemdziesiąt światów dookoła dnia, Ostatnia runda. Jego najwybitniejszą książką, która stała się symbolem Cortazarowskiej prozy, jest Gra w klasy. Cortázar publikował również dzieła o charakterze politycznym, które w latach siedemdziesiątych miały ogromne znaczenie ze względu na panującą cenzurę. Są to dzieła takie jak: Książka dla Manuela, Dossier Chile: el libro negro.

## Ekranizacje
Dzieła Cortázara inspirowały wielu reżyserów, m.in. Manuela Antína, Michelangela Antonioniego (Powiększenie) i Luisa Buñuela.

## Styl
Cortázar należy do grupy pisarzy, którzy wyznaczyli własną ścieżkę jeśli chodzi o styl i zrewolucjonizowali generalny pogląd o literaturze w drugiej połowie XX wieku. W jego prozie uwagę zwraca kunsztowny język, przeplatanie się świata rzeczywistego i fantastycznego, który pojawia się nagle i często w związku z uczuciami bohatera, grami, które sam ze sobą uprawia, wykrzywioną pseudonaturalistyczną konstrukcją świata. Pisał także opowiadania będące zabawami z pogranicza filologii i wyobraźni, zawierające neologizmy (np. nazwy tańców: tregua, espera, katala w opowieściach o kronopiach i famach) i raptowne przekształcenia utartych językowych fraz, urywania zdań w nieoczekiwanych momentach lub zawiłe, złożone wypowiedzi, które rzadko pozostają jednoznaczne. Proza Cortazara utrzymuje się na granicach absurdu, niejasności, umyślnie wprowadzając czytelnika w stan oderwania od rzeczywistości, zmuszając do raptownej zmiany perspektywy. Wplątywane neologizmy, gra słowotwórcza to typowe zabiegi wykorzystywane przez pisarza. Jego dzieła są ciągłym dialogiem z czytelnikiem, któremu zostawił możliwość budowania własnego kontekstu i interpretacji, co w tamtych czasach było podejściem nowatorskim. Jego utwory są pełne ukrytej symboliki, alegorii i pytań egzystencjalnych. Autor stworzył niezwykły świat pełen magii i niezwykłej atmosfery; w jego utworach panuje melancholiczny i tajemniczy nastrój. Postaci Cortázara są prawdziwe, a zarazem zdeformowane, zupełnie oderwane od rzeczywistości, jakby wyciągnięte ze snu. Autor demonstruje przy tym, że w świecie literackim nie ma ograniczeń, nie ma miejsca na tabu, które przejawia się konwencjonalną metodą pisarstwa, szablonowym trzymaniem się formy prozatorskiej. Autor stara się nam przedstawić „inną rzeczywistość” poprzez łamanie stereotypów i pozorów. Aby zrozumieć „mowę” Cortázara, niezbędna jest wyobraźnia, która pomaga nam w interpretacji. Pisarz trzymał się koncepcji „innej rzeczywistości”, która oznaczała próbę przełożenia świata prozaicznego na świat metafizyczny. To wizja świata i człowieka z perspektywy niezwykłości. W utworach Cortázara chronologia wydarzeń jest często zaburzona, autor łączy wszystkie epizody na zasadzie przejść czasowych; przykładem tego jest Gra w klasy, która jest także grą z dotychczasową linearną formą powieści. Nowoczesne teorie literackie uznają ją za jeden z pierwszych przykładów hipertekstu. We wstępie do powieści czytamy, że można czytać ją na co najmniej dwa sposoby – tradycyjnie i poruszając się po wytyczonym przez pisarza szlaku, który polega na przemieszczaniu się od rozdziału do rozdziału w innej niż normalna kolejności. W dużej mierze na formę prozy pisarza wpłynęło zainteresowanie ruchem surrealistycznym, w szczególności dadaizmem. Więź autora z dynamicznie rozwijającym się kierunkiem awangardowym można zaobserwować przede wszystkim w utworze W osiemdziesiąt światów dookoła dnia. Każdy utwór Cortázara to metafizyczna przeprawa w głąb duszy człowieka osamotnionego we współczesnym świecie.
Książki Cortázara tłumaczyły na język polski Zofia Chądzyńska i Marta Jordan.

## Dzieła

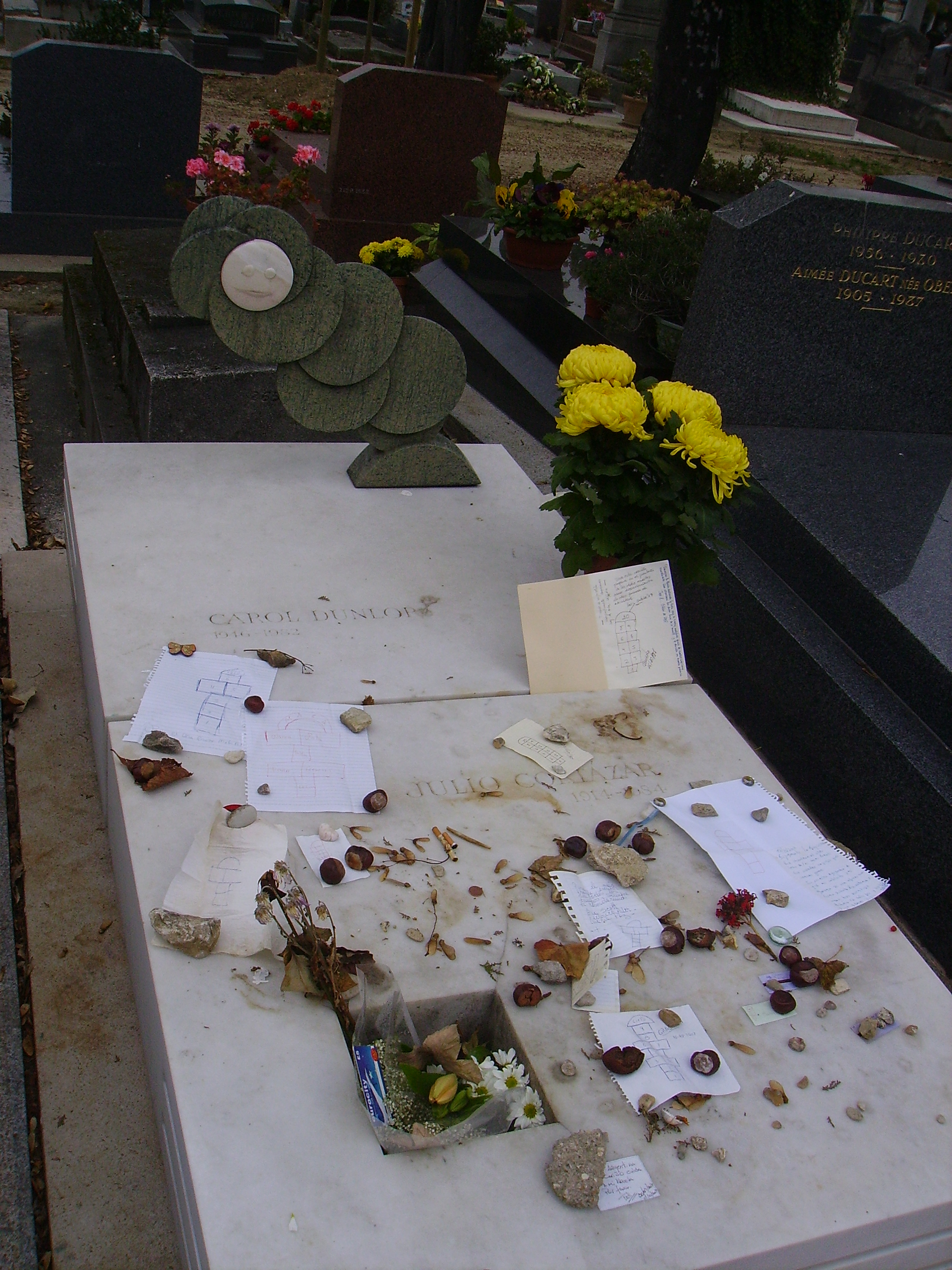
Grób Cortázara na cmentarzu Montparnasse w Paryżu. Nad grobem widać stworzoną przez autora postać kronopia.

- 1938 Presencia – sonety (pod pseudonimem Julio Denis)
- 1945 La otra orilla (Drugi brzeg) – tom opowiadań (w Polsce w zbiorze Opowiadania, tom 1, wyd. 1975)
- 1949 Los reyes – sztuka teatralna (pod pseudonimem Julio Denis)
- 1951 Bestiario (Bestiarium) – tom opowiadań (w Polsce w zbiorze: Opowiadania)
- 1956 Final del juego (Koniec zabawy) – tom opowiadań (w Polsce w zbiorze: Opowiadania)
- 1959 Las armas secretas (Tajemna broń) – tom opowiadań, pol. wyd. 1967
- 1960 Los premios (Wielkie wygrane) – powieść, pol. wyd. 1976
- 1962 Historias de cronopios y de famas (Opowieści o kronopiach i famach) – (różne)
- 1963 Rayuela (Gra w klasy) – powieść, pol. wyd. 1968
- 1966 Todos los fuegos el fuego (Dla wszystkich ten sam ogień) – tom opowiadań, pol. wyd. 1969
- 1967 La vuelta al día en ochenta mundos (W osiemdziesiąt światów dookoła dnia) – zbiór esejów, pol. wyd. 1976
- 1967 Blow-Up (Powiększenie) – scenariusz (wspólnie z Michelangelem Antonionim)
- 1967 Buenos Aires, Buenos Aires – tekst do albumu zdjęć (Sara Facio, Alicia D’Amico)
- 1968 62/modelo para armar (62. Model do składania) – powieść, pol. wyd. 1974
- 1969 Último round (Ostatnia runda) – kolaż literacki, pol. wyd. 1979
- 1970 Viaje alrededor de una mesa – krytyka
- 1971 Pameos y meopas – poezja
- 1972 Prosa del observatorio (Proza z obserwatorium) – poezja, pol. wyd. 1986
- 1973 Libro de Manuel (Książka dla Manuela) – powieść, pol. wyd. 1980
- 1974 Octaedro (Ośmiościan) – tom opowiadań, pol. wyd. 1977
- 1975 Fantomas contra los vampiros multinacionales (Fantomas przeciw wielonarodowym wampirom) – komiks, pol. wyd. 1979
- 1975 Opowiadania zebrane
- 1976 Estrictamente no profesional – tekst do albumu zdjęć Humanario (Sara Facio, Alicia D’Amico)
- 1977 Alguien que anda por ahí (Nikt, byle kto...) – tom opowiadań, pol. wyd. 1980
- 1978 Territorios – zbiór esejów
- 1979 Un tal Lucas (Opowiadania o Łukaszu) – tom opowiadań, pol. wyd. 1982
- 1980 Queremos tanto a Glenda (Tango raz jeszcze) – tom opowiadań, pol. wyd. 1983
- 1981 La raíz del ombú – komiks o imigracji (z: Alberto Cedrón)
- 1982 Deshoras (Niewpory) – tom opowiadań, pol. wyd. 1989
- 1982 Los autonautas de la cosmopista (Autonauci z kosmostrady), (wspólnie z Carol Dunlop, rys. Stéphane Hébert) – dziennik z podróży (tekst i kolaże) z Paryża do Marsylii, pol. wyd. 1999
- 1983 Nicaragua tan violentamente dulce – zbiór esejów
- 1983 Cuaderno de bitácora de Rayuela, (wspólnie z Ana María Barrenechea) – szkice do Gry w klasy
- 1984 Silvalandia – literatura dziecięca (oparta na ilustracjach Julio Silva), pol. wyd. 2004
- 1984 Salvo el crepúsculo – poezja
- 1984 Alto el Perú – tekst do albumu zdjęć (Manja Offerhaus)
- 1986 Divertimento – powieść napisana w 1949 r., wydana pośmiertnie
- 1986 El examen (Egzamin) – powieść napisana w 1949 r., wydana pośmiertnie; pol. wyd. 1991
- 1995 Diario de Andrés Fava
- 1995 Adiós Robinson y otras piezas breves – teatr
- 1997 Cuaderno de Zihuatanejo. El libro. Los sueños
- 2006 Obra crítica – zbiorcze wydanie publikowanych tekstów krytycznych
- 2008 Discurso del oso – zilustrowana część Opowieści o kronopiach i famach (il. Emilio Urberuaga)
- 2009 Papeles inesperados (Niespodziewane stronice) – oprac. A. Bernárdez, C. Álvarez Garriga; pol. wyd. 2013 (wybór: Marta Jordan)
- 2013 Clases de literatura. Berkeley, 1980 (O literaturze. Wykłady w Berkeley, 1980) – wydana pośmiertnie, oprac. C. Álvarez Garriga; pol. wyd. 2016

## Antologie poetyckie
- Świat na wspak. Antologia – przeł. M.A. Kardyni, P. Rogoziński, wyd. Dr Lex, Kraków, 2013
- Powracająca ceremonia. Ceremonia recurrente – dwujęzyczne wydanie w przekł. J. Łuszczyny, Biblioteka Śląska Katowice, Instytut Literatury Kraków, Miejska Biblioteka Publiczna w Jaworze, 2020

## Inne
- 2016 – Julio Cortázar w: Sztuka powieści. Wywiady z pisarzami z „The Paris Review”, wybór tekstów: Krzysztof Cieślik, Grzegorz Krzymianowski, Wrocław, Książkowe Klimaty